# Di tích khảo cổ Rạch Núi
Di tích khảo cổ học Rạch Núi là một gò đất nằm tại ấp Tây, xã Đông Thạnh, huyện Cần Giuộc, tỉnh Long An, Việt Nam.

## Đặc điểm
Di tích khảo cổ học Rạch Núi là một gò đất rộng khoảng 1 ha. Đường kính trung bình 100 m, cao hơn 6 m so với mặt đất tự nhiên, xung quanh có rạch bao bọc. Trên mặt gò có nhiều cây cổ thụ, bao quanh gò là rạch Núi, một con rạch nhỏ đổ vào Sông Cần Giuộc (Sông Rạch Cát). Do địa thế cao giữa khu vực đồng bằng nên còn được gọi theo dân gian là gò Núi Đất (hay thổ sơn).
Vào năm 1867, vị sư Nguyễn Quới (thầy Rau) đã phát hiện di tích khảo cổ.
Di tích được phát hiện lần đầu tiên năm 1937 bởi các nhà khảo học Pháp. Vào những năm 1938, 1971, 1978, 2003, các nhà khảo cổ học trong và ngoài nước kết hợp với Bảo tàng Long An để tìm kiếm hiện vật đang nằm dưới lòng đất.
Lần khai quật lần thứ nhất vào năm 1978, Sở Văn hóa – Thông tin Long An phối hợp với Viện Khoa Học Xã Hội tại Thành phố Hồ Chí Minh thực hiện. Lần khai quật thứ hai từ tháng 1 đến tháng 2, năm 2003, do Bảo tàng Long An hợp tác với Bảo tàng Lịch sử Việt Nam (Bảo tàng Lịch sử Việt Nam tại Hà Nội).
Lần khai quật thứ ba kéo dài từ đầu tháng 4 đến giữa tháng 5 năm 2012, do Trung tâm Nghiên cứu khảo cổ (Viện Phát triển Bền vững vùng Nam Bộ) phối hợp với Bảo tàng Long An và một số chuyên gia thuộc Viện Khảo cổ học Hà Nội và Đại học Quốc gia Úc thực hiện.
Di tích khảo cổ học Rạch Núi có niên đại cách ngày nay khoảng 3.000 – 3.500 năm.

## Lịch sử
Năm 1867 (Đinh Mão), có vị sư Nguyễn Quới (thường gọi là thầy Rau) trên đường vân du đến đây, thấy địa thế tốt nên ở lại và xây dựng chùa trên đỉnh gò để tu hành. Tên hiệu của chùa là Linh Sơn Tự hay còn được gọi là Chùa Núi.
Về mặt tiền sử học, di chỉ cư trú Rạch Núi với bề dày tầng văn hóa gần 5m chứng minh rằng sự có mặt từ rất sớm của cư dân bản địa trên đồng bằng sông Cửu Long, ổn định cuộc sống và phát triển khá lâu dài, sinh sống bằng cách khai thác các sản vật tự nhiên từ rừng, từ biển và dựa vào các nguyên liệu trên để chế tác công cụ lao động, săn bắt và qua các sưu tập hiện vật phong phú về chất liệu và loại hình ở đây đã gợi mở cho các nhà khảo cổ học một ý tưởng về một "Văn hóa Rạch Núi"  hay mang tính chất văn hóa miền Đông Nam Bộ trong thời đại đá mới – đồng.

## Địa chất
Di chỉ Rạch Núi mang nhiều đặc điểm tương đồng với di chỉ An Sơn (thuộc ấp Sơn Lợi, xã An Ninh Tây, huyện Đức Hòa) như: có tầng văn hóa dày, xen lẫn nhiều lớp than tro, nhiều xương cốt động vật và vỏ sò ốc biển, có kỹ nghệ chế tác công cụ bằng xương, sừng động vật, có truyền thống sử dụng cà ràng...
Ngoài ra, dạng công cụ bằng đá không có không có vai tương tự như ở Rạch Núi cũng đã xuất hiện trong tầng hỏa ở lớp trên của An Sơn … cùng thể hiện truyền thống văn hóa Đông Nam Bộ với đặc điểm địa phương của vùng đầm lầy ven biển.

## Văn hóa
Di chỉ Rạch Núi, với tầng văn hóa quan trọng và có nhiều di vật quý hiếm thuộc thời tiền sử mang ý nghĩa lớn lao trong việc đóng góp cho lịch sử địa phương nói riêng và đất nước nói chung.

## Di tích Quốc gia
Ngày 11 tháng 6 năm 1999, Bộ Văn hóa – Thông tin (nay là Bộ Văn hoá, Thể thao và Du lịch) ban hành Quyết định số 38/1999/QĐ-BVHTT công nhận di tích lịch sử – văn hóa quốc gia.